# Alternativ festival
Alternativ festival är ett samlingsalbum av blandade artister, utgivet på skivbolaget MNW 1976 (MNW 58-59P). De medverkande musikerna kom från Sverige, Norge, Danmark, Finland, Island, Grönland, Nederländerna, Storbritannien och Chile.
Skivan är inspelad live under den av den svenska musikrörelsen arrangerade Alternativfestivalen som hölls 17–22 mars 1975. Festivalen var en protest mot musiktävlingen Eurovision Song Contest och bakom festivalen stod ett fyrtiotal organisationer. 950 musiker medverkade och publiken uppgick till över 12 000 personer. Festivalen nådde sin kulmen på lördagen när 5 000 personer deltog i en demonstration mot Eurovision, samma dag som Melodifestivalen sändes i TV. Protesterna bidrog till att Sverige ställde in sin medverkan i Eurovision Song Contest 1976.
Låtarna från skivan är ett axplock av den musik som framfördes under festivalen. Albumet släpptes som en dubbel-LP och innehöll låtar av bland andra Risken Finns, Arja Saijonmaa och Turid. Känd har också låten "Doin' the omoralisk schlagerfestival" blivit som också utgavs som singel.

## Låtlista
Sida A
1. Fungus – "Kap'ren varen" – 2:37
2. Amerindios – "Nixon" – 1:58
3. Sume – "Imigagssak" – 6:59
4. Nynningen – "Skuldkomplexet" – 5:56
5. Viltstråk – "Schottis från Idre" – 2:33
6. Anton Swedbergs Swängjäng – "Lützen" – 2:26

Sida B
1. Konvaljen & Slim Notini – "Brevet" – 5:54
2. Margareta Söderberg & Pojkarna på Storholmen – "Kata Dalström" – 3:06
3. Harpan min – "Brännvinsmarsch" – 1:34
4. Turid – "Visa om imperialismens taktik" – 5:31
5. Balkan – "Dans Aagaard" – 3:50
6. Arja Saijonmaa – "Moderns klagosång" – 4:01

Sida C
1. Gunnar Þórðarson – "Flygmaskin" – 7:36
2. Ville Valle och Viktor – "Ljug mer" – 2:36
3. Adolf Fredriks flickkör – "Danslåt" – 1:26
4. Silverdalskören – "Schlagerfestival i Sverige" – 2:12
5. Þrjú á palli (3 på en pall)" – "Krummavisa" – 1:27
6. Þokkabót – "Solar ekvivi" – 1:59
7. Slim Notinis Blues Band – "Älvens färd mot havet" – 9:13

Sida D
1. Solvognen – "Min husstandsreaktor" – 5:22
2. Södra Bergens Balalaikor – "Ack farstu, min farstu" – 4:12
3. Peggy Seeger & Ewan MacColl – "Song of Choice" – 3:34
4. Amtmandens døtre – "Smedevise anno 1974" – 3:17
5. Risken Finns – "Gambia" – 8:00
6. Nationalteatern, Nynningen & Sillstryparn - "Doin' the omoralisk schlagerfestival" – 4:00

### Fotnoter
1. 1 2  ”Alternativ festival”. Svensk mediedatabas. http://smdb.kb.se/catalog/search?q=Alternativ+festival+typ%3Afonogram&x=0&y=0. Läst 28 januari 2013.
2. ↑  ”Alternativ festival”. Progg.se. Arkiverad från originalet den 18 augusti 2010. https://web.archive.org/web/20100818123359/http://www.progg.se/band.asp?ID=756&skiva=468. Läst 28 januari 2013.
3. ↑  Gradvall et al (2009), #428